# Mount Elephant
Mount Elephant ist ein 240 m hoher Schlacken- und Aschenkegel, der einen Kilometer von der australischen Stadt Derrinallum entfernt im südöstlichen Victoria liegt. Der Vulkan eruptierte in der Zeit vor 20.000 bis 5.000 Jahren, bevor er erlosch und einen Kegel bildete. 

## Name
In Victoria ist der Berg bekannt, den die frühen europäischen Siedler Swagmans Lighthouse (deutsch: Wanderarbeiter-Leuchtturm) nannten. Der Berg wurde, da er den Umriss eines liegenden Elefanten abbildet, in Mount Elephant umbenannt.

## Bedeutung
Der Mount Elephant ist unter nationalen Naturschutz gestellt worden, weil er einer der höchsten Aschen- und Schlackenkegel der Erde und von geologischer, historischer, kultureller und wissenschaftlicher Bedeutung für Australien ist.

## Touristische Information
Der Berg befand sich bis ins Jahr 2000 hinein in privater Hand, bis er von einem lokalen Trust zum Schutz der Natur und wegen der Interessen der lokalen Gemeinde an Renaturierung und Tourismus übernommen wurde. Als es Bestrebungen gab an dem Berg einen weiteren Steinbruch zu eröffnen, wurde dies nicht genehmigt.
Der Mount Elephant liegt am östlichen Eingang des Kanawinka Geoparks, der weitere bedeutende geologische Zeugnisse Australiens enthält. Der Berg ist vom Hamilton Highway von Derrinallum aus erreichbar und von Geelong, Ballarat und Warrnambool mit einem Auto in einer Stunde und von Melbourne und Hamilton in zwei Stunden.